# Nowe Miasta

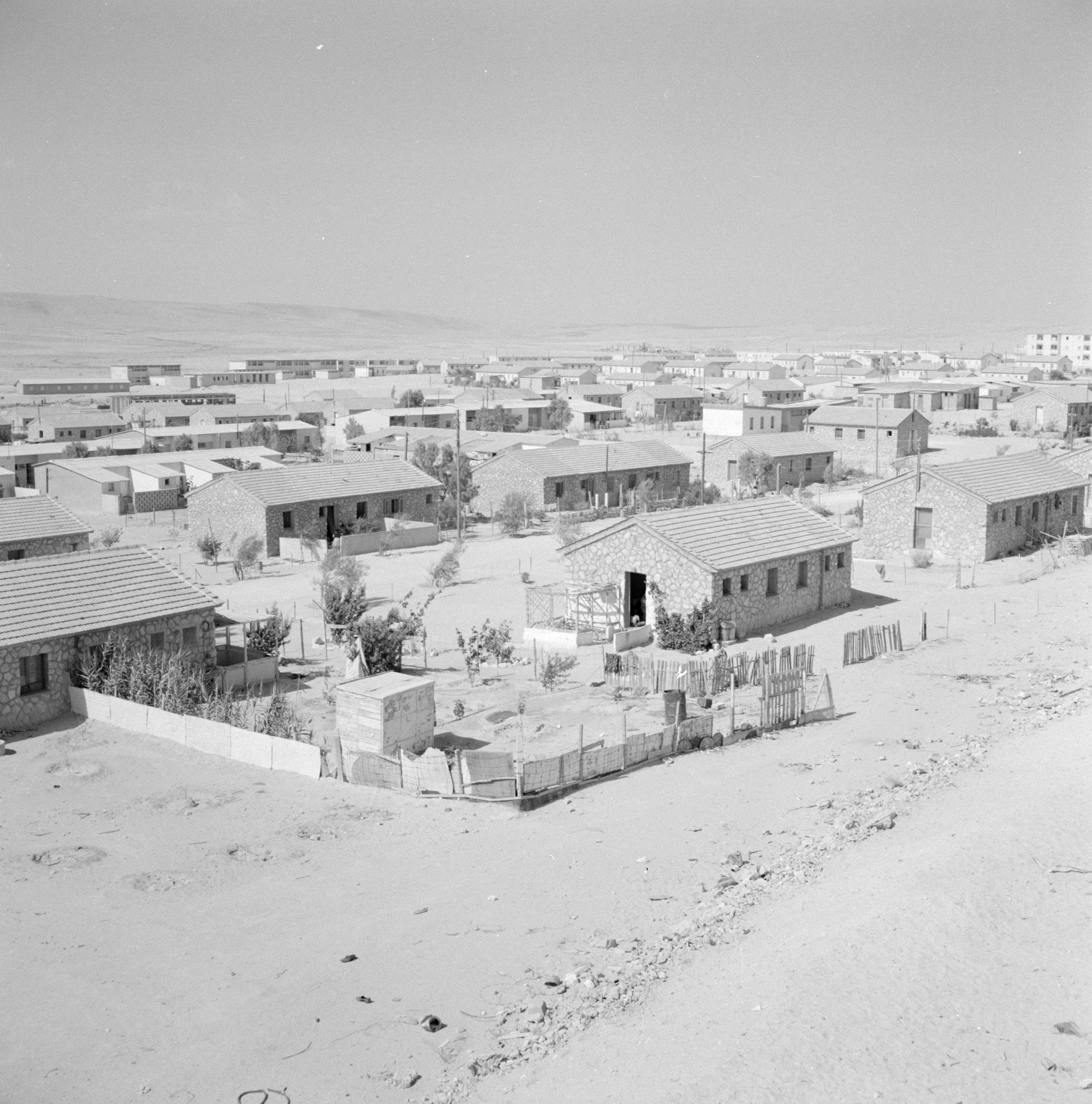
Dimona (1964)

Nowe Miasta (hebr. עיירות הפיתוח, ajarot ha-pitu’ach, dosł. miasteczka rozwoju, ang. development towns) – kategoria miast w Izraelu powstałych w latach 50. i 60. XX wieku na słabo zaludnionych obszarach peryferyjnych Negewu, Galilei oraz w Dystrykcie Centralnym lub opuszczonych przez arabskich uchodźców terenach, których przeznaczeniem było zapewnienie miejsc zamieszkania dla żydowskich imigrantów, dostarczenie im nowych miejsc pracy, rozwój niezamieszkanych obszarów Państwa Izrael oraz rozproszenie ludności po całym państwie.
Zgodnie z planami rządowymi Nowe Miasta miały być narzędziem zrównoważonego rozwoju państwa we wszystkich jego częściach, elementami pośrednimi, łączącymi duże miasta z kibucami, moszawami oraz ośrodkami rolniczymi. Ośrodki te, poprzez spełnianie funkcji lokalnych ośrodków administracyjnych, usługowych i przemysłowych, miały wspierać gospodarkę, społeczeństwo oraz obronność państwa. Była to izraelska próba realizacji teorii ośrodków centralnych Waltera Christallera . Głównym planistą odpowiedzialnym za tworzenie planów rozmieszczenia nowych miast i lokowania w nich kolejnych fal żydowskich imigrantów był Arje Szaron.
Od 1988 roku do 2009 roku w Izraelu obowiązywało Prawo miast i obszarów rozwoju, które miało na celu wspieranie społeczno-ekonomicznego rozwoju miast i obszarów rozwoju.

## Tło historyczne

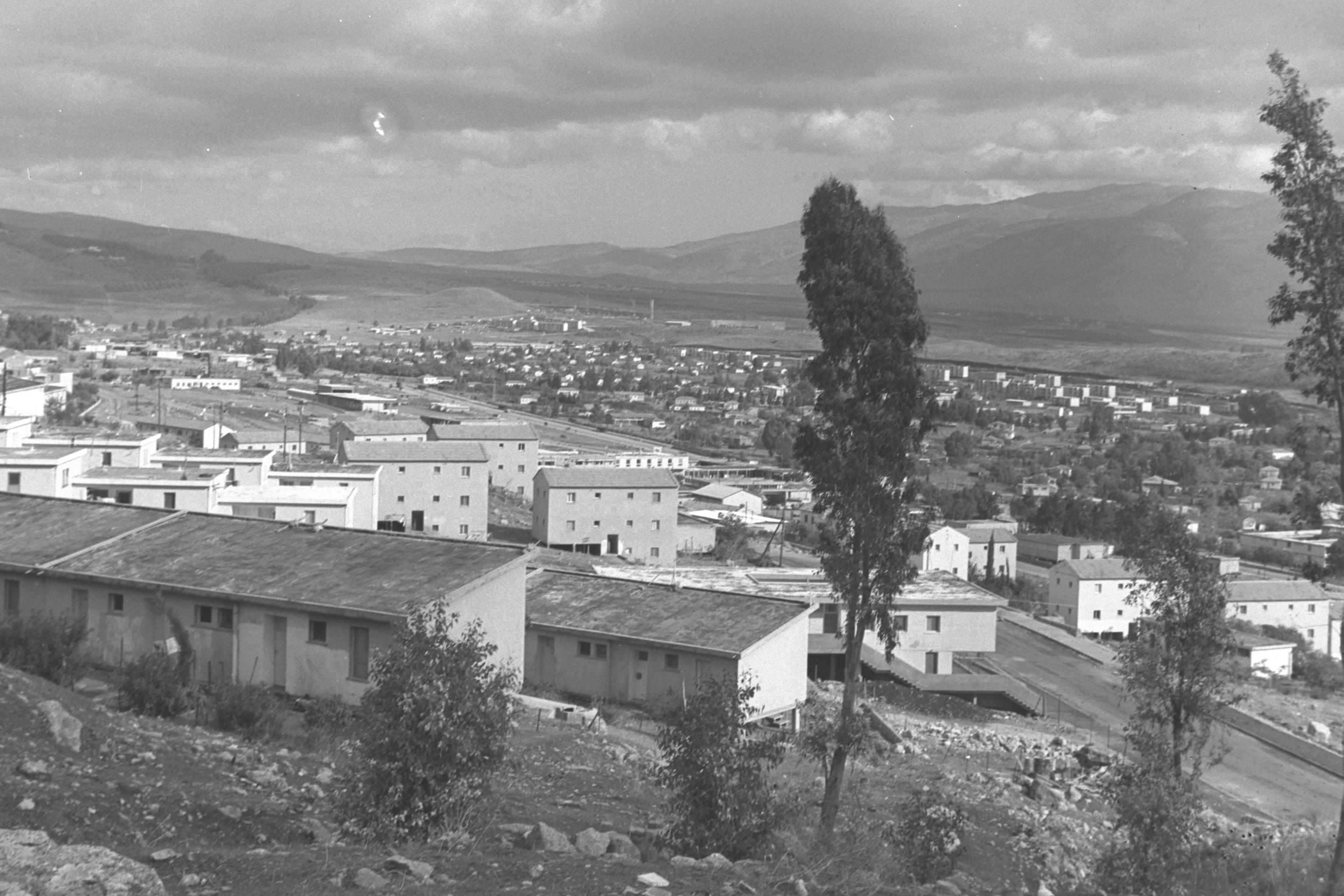
Kirjat Szmona w 1964

Przed 1948 rokiem żydowskie osadnictwo w Palestynie koncentrowało się głównie na moszawach i kibucach, które miały charakter głównie edukacyjno-rolniczy. Po wojnie o niepodległość rząd zdecydował, że państwo musi zacząć się industrializować. Jednocześnie kolejne fale żydowskich imigrantów wymuszały rozwój polityki mieszkaniowej. Państwo musiało zatem połączyć sferę socjalną z przemysłową. W związku z rozszerzeniem granic Izraela rządzący musieli rozwiązać problem niezaludnionych przestrzeni. W odpowiedzi na to kierowano się polityką rozproszenia ludności po całym kraju, aby uniknąć sytuacji, w której zamieszkane już rejony wybrzeża Izraela byłyby przeludnione przez absorpcję kolejnych imigrantów. Specjalnie powołane zespoły urbanistów podjęły wysiłki w celu stworzenia planu rozmieszczenia i stworzenia nowych miast mogących stanowić przyszłe miejsca pracy i zamieszkania. Dotychczasowe ośrodki miejskie nie były w stanie zaoferować przybywającym do Izraela Żydom nowych miejsc pracy. Arje Szaron zaproponował, aby zdobyte w wojnie tereny posłużyły za miejsca, gdzie powstaną nowe miasta, które staną się centrami absorpcji, edukacji, zatrudnienia i administracji. W ten sposób narodził się plan przeznaczenia państwowych środków na rzecz utworzenia nowych ośrodków miejskich. Izrael chciał także zabezpieczyć opuszczone przez arabskich uchodźców obszary, a także rozwinąć państwową administrację na obszarach tak zwanych peryferii.

## Charakterystyka miast rozwoju

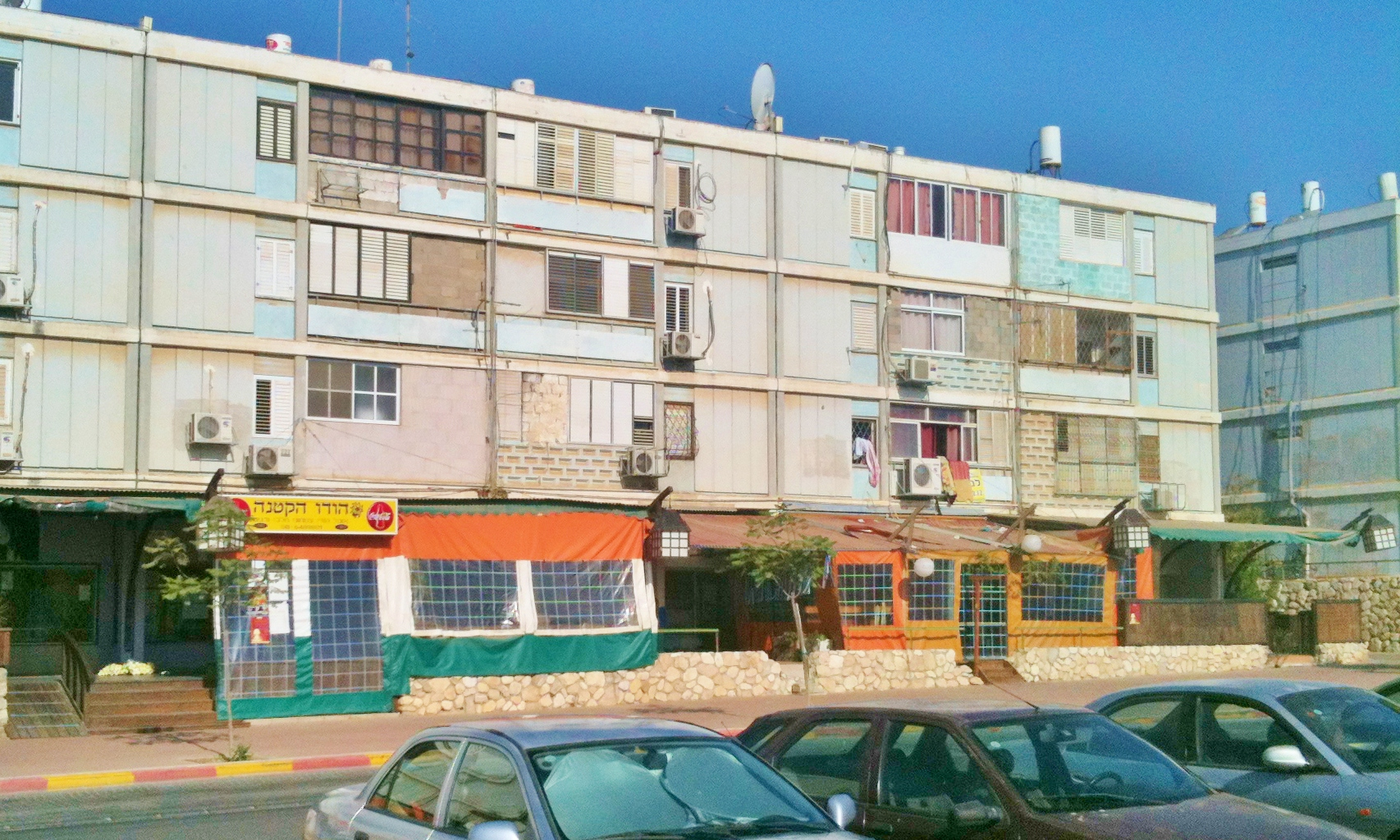
Bloki w Beer Szewie na ul. Ringelbluma

Plan Szarona zakładał powstanie 24 regionów na terenie całego Izraela, których centrami administracyjnymi, gospodarczymi i socjalnymi miały być właśnie Nowe Miasta. Miały one zawierać w sobie wszystkie zalety małych miasteczek, eliminując wady dużych i rozwiniętych miast.
Ośrodki zlokalizowane w obszarze rolniczym miały obsługiwać gospodarczo-administracyjnie od 3 do 5 wsi, ośrodki wiejsko-miejskie do 30 wsi w promieniu 10 km . 
Cechą charakterystyczną Nowych Miast była ujednolicona architektura i schemat zagospodarowania przestrzennego. Współgrało to z promowanymi przez państwo zasadami homogeniczności, zgodnie z którymi jednostki miały świadomość bycia częścią większej grupy, jaką był naród. Dlatego w miastach tych były wyodrębnione dzielnice mieszkalne, administracyjne i przemysłowe. Te pierwsze składały się z budowanych przez państwowe spółki budowlane jednolitych bloków mieszkalnych, mających od czterech do sześciu pięter. Sferę rekreacyjną dzielnic mieszkalnych stanowiły ogrody lub parki w stylu brytyjskim. Część z tych części mieszkalnych zakładano w istniejących już, ale opuszczonych przez arabskich uchodźców rejonach miast . Dzielnice mieszkalne Nowych Miast miały otaczać centrum miasta, które miało spełniać rolę administracyjno-usługową. Miasta te miały także realizować ideę pionierskości i stanowiły także eksperyment architektoniczny. Przykładem mogą być osiedla domów dywanowych w Beer Szewie, które tworzyły gęstą siatkę zabudowy poprzecinaną alejkami dla pieszych. Główne ulice miast rozwoju miały układ siatki, a mniejsze drogi tworzyły nieregularne i kręte ciągi komunikacyjne.

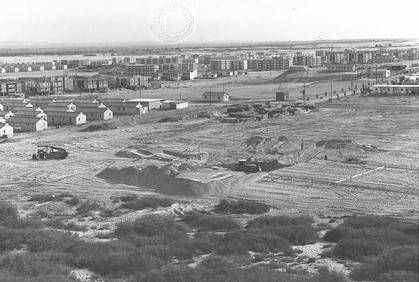
Aszdod (1963)

Nowe Miasta powstawały, aby spełniać określone funkcje ekonomiczne i społeczne. Na przykład Dimona była w założeniu miastem pracowników kopalni w Oronie i przemysłu nad Morzem Martwym, Ejlat miał stanowić izraelski port dający dostęp do Morza Czerwonego i Oceanu Indyjskiego, Arad miał stać się centrum przemysłu chemicznego, dla Aszkelonu przewidziano rolę centrum turystyki, rekreacji i przemysłu na wybrzeżu, celem Kirjat Malachi było stworzenie centrum miejsko-administracyjnego dla rolniczego otoczenia, Migdal ha-Emek, Kirjat Gat, Bejt Szemesz, Jokne’am, Kirjat Szmona czy Karmi’el miały być centrami miejskimi dla swojego otoczenia. W celu zwiększenia atrakcyjności Nowych Miast stosowano dopłaty dla pracowników lub przedsiębiorstw, oferowano niskooprocentowane pożyczki i subsydia państwowe. Przemysł, który rozwijał się w tych ośrodkach miejskich był powiązany z możliwościami, jakie dawał region lub z dostępem do określonych złóż w okolicy. W Beer Szewie rozwijał się przemysł ceramiczny i chemiczny, Kirjat Szmona oraz Kirjat Gat związane były z przemysłem włókienniczym, Ramla i Bejt Szemesz stały się ośrodkami produkcji cementu.
Źródła nie podają ostatecznej liczby Nowych Miast w Izraelu. Instytucje rządowe podawały różne liczby: 38 (Centralne Biuro Statystyk), 24 (Ministerstwo Pracy, 1961 rok), 25 (Ministerstwo Mieszkalnictwa, 1961 rok). Oren Yiftachel podaje 28 miejscowości. Niespójności wynikały z braku przyjęcia definicji miast rozwoju przez rządzących. Wśród naukowców, za miasta rozwoju, przyjęło się uważać miasta powstałe po 1948 roku na niezaludnionych obszarach państwa lub na terenach, które zostały opuszczone przez dotychczasowych arabskich mieszkańców, w celu absorpcji żydowskich imigrantów. W 1961 roku 67% mieszkańców wszystkich miast rozwoju stanowili przybyli do kraju po 1948 roku, a 66% tych imigrantów pochodziło z Azji i Afryki. Rządzący kierowali do miast rozwoju głównie Żydów mizrachijskich i sefardyjskich, traktując te ośrodki miejskie jako ośrodki adaptacji do izraelskiej rzeczywistości.

## Kontrowersje i problemy

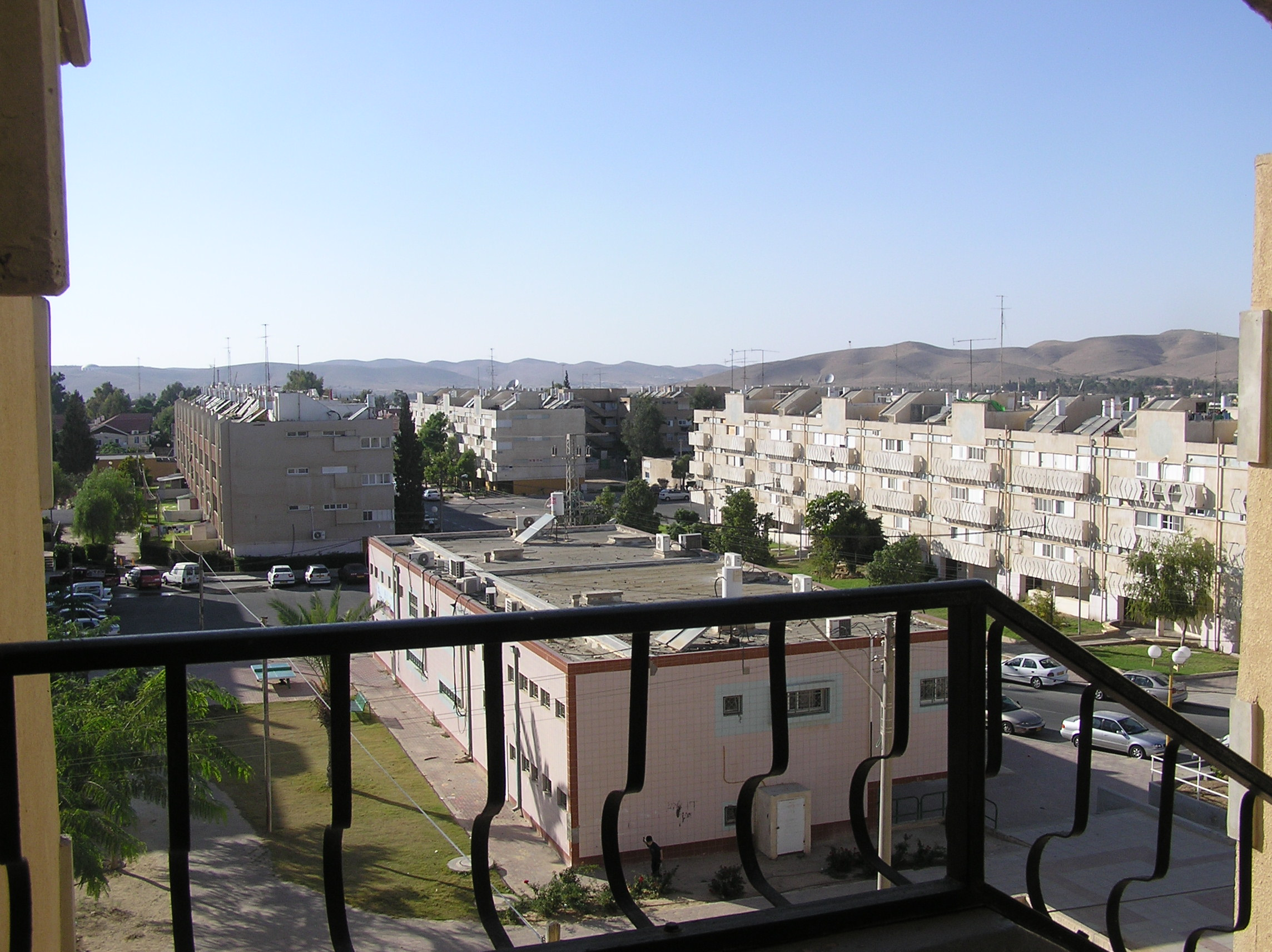
Osiedle bloków w Dimonie

Kontrowersje budził sposób zasiedlania takich miast. Imigranci byli zmuszani do zamieszkania w miastach rozwoju. Wykorzystywano fakt, iż imigranci nie mieli środków finansowych, aby móc wyjechać z tych miast np. do Tel Awiwu lub Jerozolimy. Brak zgody na zamieszkanie w takich ośrodkach groził zabraniem państwowej pomocy. Władze również wprowadzały w błąd nowo przybyłych do Izraela, mówiąc im, że zamieszkają w dużych i znanych ośrodkach miejskich, np. Jerozolimie, a w rezultacie transportowani byli do miast rozwoju  .
Jako problem tych ośrodków wskazuje się również fakt, iż pozostawały one przez długi czas niedokończone. Bloki sąsiadowały z placami budowy, parki i miejsca rekreacji nie powstawały, a nowi mieszkańcy dostosowywali otoczenie do własnych potrzeb, wznosząc nielegalne konstrukcje lub przybudówki. Założenia planistów o tym, iż mieszkańcy Nowych Miast będą dbali o tereny rekreacyjne i zieleń miejską nie nałożyły się na ambicje i przyzwyczajenia imigrantów, którzy przybywali głównie z państw muzułmańskich Bliskiego Wschodu i Afryki Północnej. Efrat zwraca uwagę na problem z rozplanowaniem układu miast. Upowszechnienie się dużych bloków i wieżowców sprawiło, że w krótkim czasie władze lokalne zmieniały przestrzeń swoich ośrodków z miast o małej gęstości zabudowy i zaludnienia na obszary gęsto zabudowane .
Miasta rozwoju charakteryzowały się także brakiem dywersyfikacji zatrudnienia, co prowadziło do nadreprezentacji przedstawicieli różnych grup etnicznych w danym zawodzie. Na przykład w latach 60. XX wieku Żydzi z Maroka zdominowali górnictwo, Żydzi z Jemenu przemysł tekstylny, a Żydzi z Algierii i Tunezji przemysł drzewny. Sytuacja ta wpłynęła także na stygmatyzację tych społeczności i stereotypizację. Miasta rozwoju uważano za ośrodki biedy i przestępstw, a ich mieszkańców za tanią siłę roboczą. Na przełomie lat 50. i 60 XX wieku władze koncentrowały w miastach rozwoju fabryki, które nie szukały wykształconych pracowników czy zaawansowanych umiejętności, co sprawiło, że drugie pokolenie imigrantów stanęło przed problemem znalezienia zatrudnienia poza przemysłem. Uzależnienie miast rozwoju od sektorów związanych z przemysłem pozwalało władzom na szybką asymilację imigrantów bez potrzeby inwestowania w państwowe programy nauki hebrajskiego i przystosowania do życia Izraelu.
Miasta rozwoju borykały się także z problemem wykluczenia komunikacyjnego, co nie sprzyjało mobilności ich mieszkańców. Jednocześnie słabe połączenia komunikacyjne nie sprzyjały napływowi kapitału do miast rozwoju.
Nowe Miasta doprowadziły do segregacji społeczności sefardyjskiej i mizrachijskiej. Integracja i asymilacja zachodziły wyłącznie w obrębie miast rozwoju, ale już nie z resztą kraju. Utrwaliło to protekcjonistyczne i paternalistyczne podejście aszkenazyjskich elit Izraela wobec imigrantów. Doprowadziło to do alienacji społecznej, ekonomicznej i politycznej imigrantów, a jednocześnie umocniło tożsamość Żydów sefardyjskich i mizrachijskich. Procesy te doprowadziły do porażki wyborczej Partii Pracy w 1977 roku.
Fala imigracji Żydów z byłych republik ZSRR i ich osiedlenie się w Nowych Miastach doprowadziła do dalszych podziałów. Obok enklaw sefardyjskich i mizrachijskich powstały enklawy Żydów rosyjskich. Dotychczasowi mieszkańcy miast rozwoju zdystansowali się do nowo przybyłych Żydów ze względu na inny styl życia i używanie języka rosyjskiego na co dzień.

## Miasta rozwoju w Izraelu
Poniższa lista miast rozwoju opiera się na wynikach pracy Orena Yiftachela:
| Region              | Miasto         | Miasto |                     | Region            | Miasto | Miasto |
| ------------------- | -------------- | ------ | ------------------- | ----------------- | ------ | ------ |
| Dystrykt Południowy | Ofakim         |        | Dystrykt Jerozolimy | Bejt Szemesz      |        |        |
| Dystrykt Południowy | Ejlat          |        | Dystrykt Hajfy      | Or Akiwa          |        |        |
| Dystrykt Południowy | Dimona         |        | Dystrykt Hajfy      | Tirat Karmel      |        |        |
| Dystrykt Południowy | Jerucham       |        | Dystrykt Północny   | Chacor ha-Gelilit |        |        |
| Dystrykt Południowy | Micpe Ramon    |        | Dystrykt Północny   | Tyberiada         |        |        |
| Dystrykt Południowy | Netiwot        |        | Dystrykt Północny   | Jokne’am          |        |        |
| Dystrykt Południowy | Arad           |        | Dystrykt Północny   | Karmi’el          |        |        |
| Dystrykt Południowy | Kirjat Gat     |        | Dystrykt Północny   | Migdal ha-Emek    |        |        |
| Dystrykt Południowy | Kirjat Malachi |        | Dystrykt Północny   | Ma’alot-Tarszicha |        |        |
| Dystrykt Południowy | Sderot         |        | Dystrykt Północny   | Nacerat Ilit      |        |        |
| Dystrykt Południowy | Aszkelon       |        | Dystrykt Północny   | Afula             |        |        |
| Dystrykt Południowy | Aszdod         |        | Dystrykt Północny   | Akka              |        |        |
| Dystrykt Centralny  | Jawne          |        | Dystrykt Północny   | Safed             |        |        |
| Dystrykt Centralny  | Lod            |        | Dystrykt Północny   | Bejt Sze’an       |        |        |
| Dystrykt Centralny  | Ramla          |        | Dystrykt Północny   | Kirjat Szmona     |        |        |
| Dystrykt Centralny  | Rosz ha-Ajin   |        | Dystrykt Północny   | Szelomi           |        |        |